# Połowinnoje (rejon celinny)
Połowinnoje (ros. Половинное) – wieś (sieło) w Rosji, w obwodzie kurgańskim, w rejonie celinnym. W 2010 liczyła 989 mieszkańców.